# A Jaula
A Jaula é um filme de suspense brasileiro de 2022 dirigido por João Wainer e escrito por Mariano Cohn e Gastón Duprat. Trata-se de um remake do filme argentino 4×4 e é protagonizado por Chay Suede, Alexandre Nero e Mariana Lima.

## Sinopse
O jovem Djalma (Chay Suede) vê um luxuoso veículo estacionado em uma rua quase deserta e resolve roubar o rádio do carro. Ele consegue invadir o veículo com facilidade, mas ao tentar sair percebe que está preso. Sem comunicação com o mundo exterior, água e comida. No decorrer das horas seguintes, Djalma se dá conta que caiu em uma armadilha. Um famoso médico (Alexandre Nero) foi quem a arquitetou e ele terá que lutar por sua liberdade e sobrevivência.

## Elenco
- Chay Suede como Djalma
- Alexandre Nero como Dr. Henrique Ferrari
- Mariana Lima como policial

## Produção
Produzido pela Tx Filmes em coprodução com a Star Original Productions, A Jaula é o primeiro longa-metragem de ficção dirigido por João Wainer, conhecido pela direção dos documentários Pixo e Junho - O Mês que Abalou o Brasil. O filme é uma adaptação de outro filme, o argentino 4×4. O roteiro é assinado por Mariano Cohn e Gastón Duprat. 

## Lançamento
O primeiro trailer do filme começou a ser divulgado pela Buena Vista Internacional em 11 de janeiro de 2022 juntamente com o cartaz oficial do filme. O lançamento do longa nos cinemas do Brasil foi marcado para 17 de fevereiro de 2022 com distribuição da Star Distribuition.